# Запретная тропа
«Запретная тропа» (исп. Senda prohibida) — мексиканская 50-серийная мелодрама с элементами драмы 1958 года производства Telesistema Mexicano. Является первым мексиканским телесериалом жанра «теленовелла», а также первой экранизацией романа Фернанды Вильелли (затем — Моя жена разводится).

## Сюжет
Нора — деревенская девушка, которая прибыла в Мехико в поисках работы и тут ей несказанно повезло, её приметил босс фирмы и пригласил её на собеседование. Босс фирмы был женат на респектабельной состоятельной женщине в обществе и у них был сын. Нора в итоге влюбилась в босса фирмы, и он дарил её дорогие подарки и украшения, что в итоге стал банкротом. Супруга босса не простила ему измену, а Нора очень сожалеет о ущербе, которая она нанесла боссу.

## Создатели телесериала

### В ролях
- Сильвия Дербес - Нора Вальдес/Кристина Воке/Нора Миранда де Кастро Вальдес
- Франсиско Хамбрина - адвокат Федерико Гарсия
- Далия Иньигес - Ирене
- Эктор Гомес - Роберто
- Барбара Хиль
- Хулио Алеман
- Аугусто Бенедико
- Мария Идалия - Клемен
- Луис Беристайн
- Алисия Монтойя
- Хорхе Лават
- Мигель Суарес
- Беатрис Шеридан
- Рафаэль Банкельс
- Мария Антониета де лас Ньевес - Далия
- Мария Хентиль Аркос

### Административная группа
- оригинальный текст — Фернанда Вильели
- режиссёр-постановщик — Рафаэль Банкельс
- продюсер — Хесус Гомес Обрегон
- телекомпания-производитель — Televicentro (ныне — Televisa)